# Philip K. Dick
Philip Kindred Dick (16. prosince 1928, Chicago, Illinois – 2. března 1982, Santa Ana, Orange County, Kalifornie) byl americký spisovatel science fiction. Svým ojedinělým stylem psaní upoutal nesčetné množství čtenářů po celém světě a jeho díla se stala doslova kultovními. V jeho tvorbě se často opakují témata rozdvojené osobnosti, totalitních režimů, nejednotné reality, postav závislých na různých drogách, a také otázka, co je to lidství.

## Biografie
Narodil se 16. prosince 1928 v Chicagu. Narodil se předčasně o šest týdnů, jeho dvojče, sestra Jane Charlotte, po šesti týdnech zemřela. To ho ovlivnilo na celý zbytek života, zvláště pak poté co se mu matka po letech svěřila s tím, že sestra umřela následkem nedostatečné mateřské péče. Dick později řekl: „Od svého dětství jsem měl pocit, že si matka myslí, že zemřelo to nepravé dítě“. Brzy poté se přestěhovali do San Franciska. Jeho rodiče se rozvedli, když mu bylo pět let, oba bojovali o svěření svého syna do péče. Nakonec žil s matkou ve Washingtonu, kam se přestěhovala za prací. Tam dva roky navštěvoval kvakerskou základní školu.
V roce 1938 se přestěhovali do Berkeley, kde vystudoval základní a střední školu. Na základní škole vydával vlastní časopis Daily Dick[zdroj?] a v roce 1940 se stal náruživým čtenářem science fiction. Svůj první román napsal ve čtrnácti letech, jmenoval se Return to Liliput, dílo se nedochovalo. Ze stejného roku pochází i první povídka „Le Diable“, která vyšla v Berkeley Daily Gazette. Roku 1949 působil na University of California, Berkeley, kde pracoval ve školním rozhlase a pokoušel se o studium historie, filosofie a psychologie, čehož brzy zanechal, neboť se u něj projevily psychické problémy doprovázené závratěmi způsobenými střídavým strachem z uzavřených a otevřených prostor (později diagnostikované jako schizofrenie). Této nemoci se již za celý život nezbavil a vyzkoušel kvůli ní nesčetné množství drog.
Roku 1947 také režíroval pořad o klasické hudbě pro kalifornské rádio KSMO. Poté, co nebyl v roce 1949 přijat na vojenskou službu kvůli vysokému krevnímu tlaku, získal místo prodavače hudebnin, které mu vydrželo až do roku 1952. Díky této práci se stal milovníkem vážné hudby, která mu mimo jiné pomáhala přemáhat jeho nemoc.
Za svůj život se stačil pětkrát oženit, s Jeanette Marlin (1948), Kleo Apostolides (1950–59), Anne Williams Rubinstein (1959–65), Nancy Hackett (1966–72) a Leslie (Tessa) Busby (1973–77), po pátém rozvodu na svatby zanevřel. Také byl otcem tří dětí, dcer Laury Archer (1960) a Isoldy Frey (1967), a syna Christophera Kennetha (1973).
Během šedesátých let 20. století začal kritizoval válku ve Vietnamu a postoje americké vlády. Roku 1968 se účastnil protestu nazvaného "Writers and Editors War Tax Protest", ve kterém někteří spisovatelé odmítli platit daň z příjmu jako způsob protestu. Finanční úřad IRS mu poté zabavil automobil.
Dne 18. února 1982 byl hospitalizován po infarktu myokardu, přidala se mozková mrtvice a 2. března téhož roku umírá ve věku 53 let. Byl pohřben ve městě Fort Morgan, stát Colorado, vedle ostatků své sestry.

## Literární kariéra

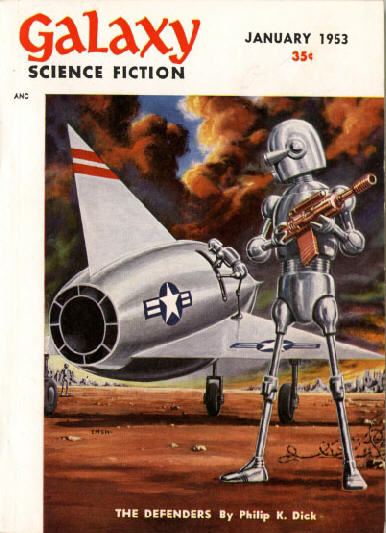
Obálka magazínu Galaxy Science Fiction z roku 1953 s Dickovou povídkou The Defenders.

Jeho první vydaná sci-fi povídka byla Beyond Lies The Wub (1952, To je Wub, kapitáne!), již tam se objevuje jeho charakteristický ironický a občas i humoristický podtón. O rok později otiskl svou nejúspěšnější povídku Impostor (Podvodník). Od té doby se věnoval práci spisovatele na plný úvazek. První román Solar Lottery (Sluneční loterie) vydal v roce 1955. V padesátých letech toužil psát hlavně realistické romány, ale neměl s nimi úspěch, a vydavatelé mu je vytrvale vraceli, proto se zapsal do dějin hlavně jako fenomenální spisovatel science fiction. Během jeho života byla vydána pouze jedna kniha z klasické beletrie, a to Confessions of a Crap Artist (1975, Král úletů).
V roce 1963 zavrhl naději na psaní klasické literatury a plně se oddal žánru sci-fi a fantasy. Téhož roku získal ocenění, cenu Hugo, za román Man In the High Castle (1962, Muž z Vysokého zámku). Přesto nezískal podporu velkých nakladatelů a nedokázal se protlačit k mainstreamovým čtenářům. I kvůli tomu během většiny svého života zažíval finanční problémy.
Po roce 1978 se Dickovi konečně začalo dařit a stal se slavným a uznávaným spisovatelem. Psal stále méně beletrie a stále více článků o podstatě vesmíru, byly s ním uskutečňovány rozhovory, mimo jiné pro časopis Playboy, dohlížel také na natáčení filmu Blade Runner, jehož pracovní verzi měl možnost zhlédnout roku 1981. Jeho posledním románem je kniha The Transmigration of Timothy Archer (Převtělení Timothyho Archera), která byla vydána krátce po jeho smrti v roce 1982.
Za svůj život napsal 36 románů a 121 povídek. Roku 1975 získal za román Flow My Tears, the Policeman Said (Kaňte, mé slzy, řekl policista) cenu John W. Campbell Memorial za nejlepší sci-fi román. Roku 1978 získal za román A Scanner Darkly (Temný obraz) cenu britské asociace BSFA za nejlepší sci-fi román a o rok později na festivalu v Metách vyhrál s tímto románem cenu Graouilly d'Or. Od roku 1983 je každoročně udělována cena Philipa K. Dicka.
O své životní dráze napsal: „Šel jsem na Kalifornskou univerzitu, ale nikdy jsem ji nedokončil. Hodně lidí kouřilo a četlo The Daily Cal a poslouchalo mé rady. Sci-fi jsem začal číst, když mi bylo jedenáct. Náhodou jsem si koupil výtisk Stirring Science Stories místo Popular Science. Nedokázal jsem se od toho odtrhnout, jen jsem se do toho pustil. Začal jsem se zajímat o literaturu… číst Joyce, Kafku, Steinbecka, Prousta, Dos Passose. Žil jsem v jedné místnosti bez kuchyně a psal krátké povídky. Oženil jsem se s dívkou, kterou jsem potkal v obchodě, kde jsem pracoval, koupil dům a kočku a začal prodávat SF a fantasy. Nechal jsem prodávání v hudebninách, stále ještě poslouchám Monteverdiho a Buxtehudeho, ale většinu času čtu Ibsena a píšu povídky.“
„Skutečnost je to, co nezmizí, když v to přestanete věřit.“ – z románu VALIS.

## Dílo

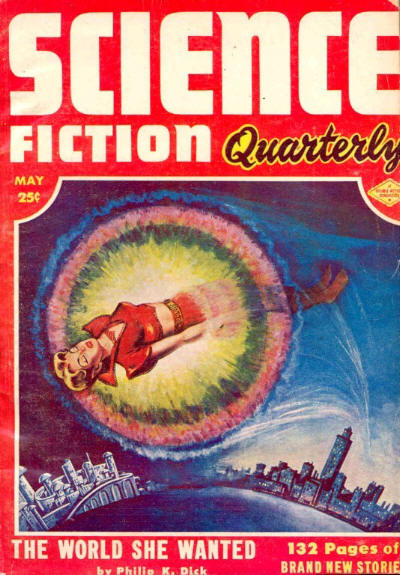
Obálka magazínu Science Fiction Quarterly z roku 1953 s Dickovou povídkou The World She Wanted.

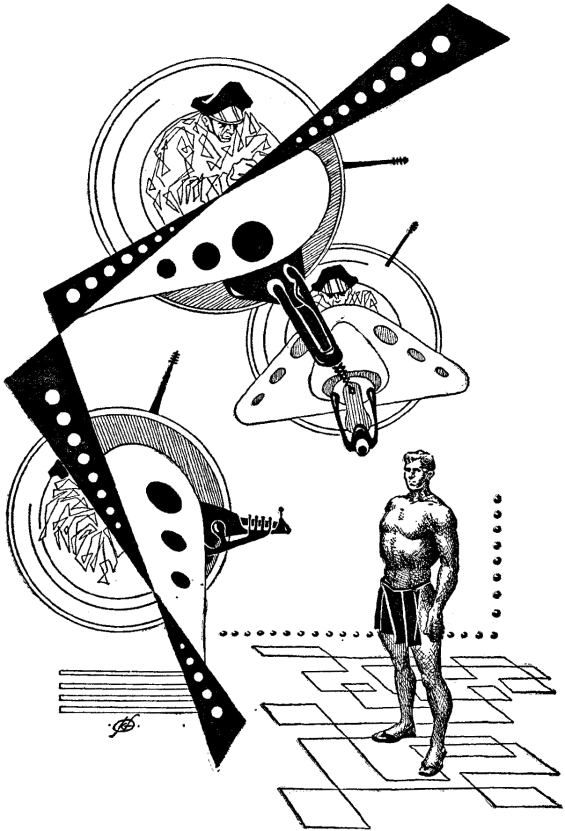
Ilustrace k povídce Zlatý muž z roku 1954.

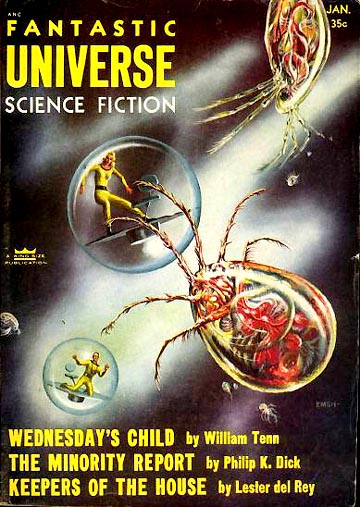
Obálka magazínu Fantastic Uuniverse z roku 1956 s Dickovou povídkou The Minority Report.

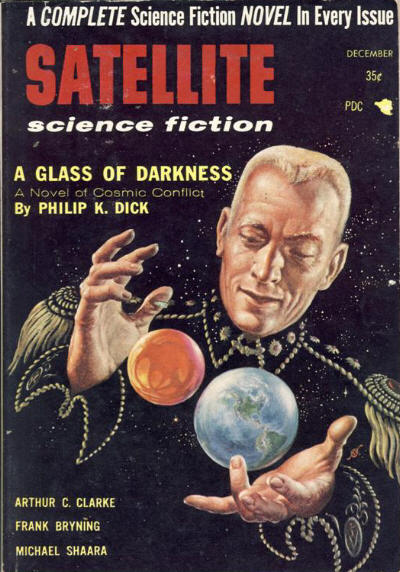
Obálka magazínu Satellite Science Fiction z roku 1956 s Dickovou povídkou Glass of Darkness, předlohou pro román The Cosmic Puppets.

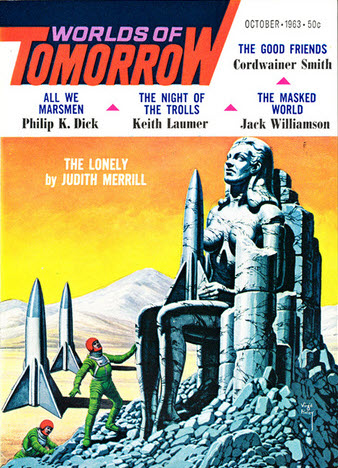
Obálka magazínu Worlds of Tomorrow z roku 1963 s Dickovým románem All We Marsmen (Martian Time-Slip).

### Povídky (výběr)
- Beyond Lies The Wub (1952, To je Wub, kapitáne!).
- The Little Movement (1952, Malá vzpoura).
- Impostor (1953, Podvodník).
- Paycheck (1953, Výplata).
- The King of the Elves (1953, Král elfů).
- The Defenders (1953, Obránci).
- The World She Wanted (1953, Svět, který si vysnila).
- The Impossible Planet (1953, Planeta, která neexistovala).
- Second Variety (1953, Druhá varianta), česky jako Druhá série nebo jako Typ číslo dva.
- The Eyes Have It (1953, Bije to do očí).
- Colony (1953, Kolonie).
- The Golden Man (1954, Zlatý muž).
- Adjustment Team (1954, Úpraváři).
- The Crystal Crypt (1954, Křišťálová krypta).
- Foster, You're Dead (1955, Fostere, jste mrtev!).
- Minority Report (1956, Menšinová zpráva).
- War Game (1959, Válečná hra).
- Oh, To Be A Blobel (1964, Být tak Měňavkou), česky též jako Život s blobem.
- The Little Black Box (1964, Černá krabička).
- We Can Remember It for You Wholesale (1966, Zapamatujeme si to za vás se slevou), povídka známější pod názvem Total Recall.
- Faith of Our Fathers (1967, Víra našich otců), příběh bezvýznamného ministerského úředníčka, který najednou zjistí, že světový vládce je ve skutečnosti mimozemšťan, který všem lidem navozuje halucinace.
- The Pre-Persons (1974, Předlidé).
- Frozen Journey (1980, Ledová pouť).
- Rautavaara's Case (1980, Případ Rautavaarová).

### Sbírky povídek
- A Handful of Darkness (1955).
- The Variable Man and Other Stories (1957).
- The Preserving Machine (1966).
- The Book of Philip K. Dick (1973), roku 1977 byla sbírka vydána pod názvem he Turning Wheel and Other Stories!!.
- The Best of Philip K. Dick (1977).
- The Golden Man (1980).
- Robots, Androids, and Mechanical Oddities (1984).
- I Hope I Shall Arrive Soon (1985).
- The Collected Stories of Philip K. Dick (1987), pětidílný kompletní soubor autorových povídek. Později vyšly jednotlivé díly souboru pod samostatnými jmény:
  1. Beyond Lies the Wub! (1988, To je Wub, kapitáne!)
  2. Second Variety (1989, Druhá varianta), česky jako Planeta, která neexistovala.
  3. The Father-Thing (1989, Otcova napodobenina), česky jako Podivný ráj a jiné povídky.
  4. The Days of Perky Pat (1990, Tenkrát s Parádnicí Pat), roku 1991 jako The Minority Report (Menšinová zpráva), česky jako Minority Report.
  5. The Little Black Box (1990, Černá krabička).
- Paycheck (2003, Výplata).

### Vědeckofantastické romány
- Solar Lottery (1955, Sluneční loterie), první autorův vydaný román (vyšel též pod názvem World of Chance).
- The World Jones Made (1956, Svět, který stvořil Jones).
- The Man Who Japed (1956), román se odehrává roku 2114 v postapokalyptické době, kdy po nukleární válce vznikl na Zemi totalitní režim zdánlivě bez válek a hladomorů.
- The Cosmic Puppets (1957), román vznikl přepracováním povídky z roku 1956 A Glass of Darkness. Hrdina románu nepoznává své rodné město a ve starých novinách nachází dokonce zprávu o své smrti.
- Eye in the Sky (1957, Oko na nebi). Po nehodě částicového urychlovače je osm naprosto odlišných lidí uvězněno v sérii halucinogenních světů, stvořených na míru jejich hodnotovým systémům, jejich obavám a nadějím.
- Time Out of Joint (1959, Vykolejený čas), zkrácená verze románu vyšla na pokračování od prosince roku 1959 do února roku 1960 pod názvem Biography in Time v britském časopise New Worlds Science Fiction.
- Vulcan's Hammer (1960), časopisecky 1956. V románu je popisován svět ovládaný počítači a vzpoura proti nim.
- Dr. Futurity (1960), román vznikl přepracováváním povídky Time Pawn z roku 1954. Doktor Jim Parsons je přenesen do roku 2405, do světa, kde jeho schopnost zachraňovat lidské životy je považována za zločin. Počet obyvatel je totiž stabilní, bez přirozených porodů, a jen smrt někoho umožňuje vznik nové lidské bytosti.
- The Man in the High Castle (1962, Muž z Vysokého zámku). Jde o román odehrávající se ve světě, kde státy Osy vyhrály druhou světovou válku. Román získal roku 1963 cenu Hugo.
- The Game-Players of Titan (1963, Hráči z Titanu).
- Martian Time-Slip (1964, Marsovský skluz v čase), časopisecky roku 1963 jako All We Marsmen (Všichni jsme Marťané).
- The Simulacra (1964, Simulakra), román, ve kterém se Dick poprvé zabývá otázkou androidů.
- Clans of the Alphane Moon (1964, Klany alfanského měsíce), román je založen na autorově povídce Shell Game z roku 1954.
- The Penultimate Truth (1964, Předposlední pravda).
- Dr. Bloodmoney, or How We Got Along After the Bomb (1965, Dr. Krvemsta aneb Jak se nám vedlo po bombě).
- The Three Stigmata of Palmer Eldritch (1965, Tři stigmata Palmera Eldritche), příběh o světě z nedaleké budoucnosti, kde se drogy vymkly kontrole.
- The Crack in Space (1966), román vznikl rozšířením povídky Cantata 140 z roku 1964. Země roku 2080 se potýká s vážnými potížemi plynoucí z přelidnění. Vědci objeví portál do zdánlivě neobývaného paralelního světa a doufají, že by jej pozemšťané mohli kolonizovat.
- Now Wait for Last Year (1966, Počkej si na loňský rok). Hrdina románu je ztracen v labyrintu alternativních světů po požití drogy, která mu umožňuje cestovat časem.
- The Unteleported Man (1966, Neteleportovaný muž), roku 1984 vyšla přepracovaná verze románu pod názvem Lies, Inc.
- The Ganymede Takeover (1967), společně s Rayem Nelsonem. Román popisuje, jak se zbraně vytvářející různorodé iluze, vymknou po použití proti dobyvačným červům z Ganymedu kontrole.
- The Zap Gun (1967), časopisecky roku 1965 jako Project Plowshare. Román se odehrává roku 2004 a popisuje, jak se závody ve zbrojení mezi USA a Sovětským svazem změnily v podvod, díky kterému není Země schopna se bránit mimozemské invazi.
- Counter-Clock World (1967, česky jako Když mrtví mládnou). Román vznikl na základě autorovy povídky Your Appointment Will Be Yesterday z roku 1966.
- Do Androids Dream of Electric Sheep? (1968, Sní androidi o elektrických ovečkách?, česky jako Blade Runner).
- Ubik (1969), jeden z nejuznávanějších autorových románů, hluboce zneklidňující existenciální příběh, ve kterém si nikdo nemůže být jist, co je skutečné a co pouhá iluze.[4]
- Galactic Pot-Healer (1969). Román vypráví o bezvýznamném opraváři keramiky žijícím v totalitní pozemské společnosti, který byl vyzván Bohu podobným cizincem známým pod jménem Glimmung , aby se stal členem odborného týmu, který má na Plowmanově planetě v systému hvězdy Sirius vyzvednout ze dna oceánu starobylou tajemnou katedrálu.
- A Maze of Death (1970). Jde o příběh čtrnácti kolonistů na planetě Delmak-O, kteří se postupně navzájem zabíjejí nebo umírají za podivných okolností. Nakonec zjistí, že jsou vlastně posádkou kosmické lodi Perseus 9 uvízlé na oběžné dráze kolem mrtvé hvězdy s nemožností zavolat si nějakou pomoc. Jsou ve vegetačním klidu a prožívají virtuální realitu generovanou počítačem.
- Our Friends from Frolix 8 (1970). Hrdina románu nalezne ve vesmíru pomoc proti nebezpečnému tajnému spolku.
- We Can Build You (1972, Dokážeme vás stvořit).
- Flow My Tears, the Policeman Said (1974, Kaňte, mé slzy, řekl policista). Za tento román zskal Dick roku 1975 cenu John W. Campbell Memorial.
- Deus Irae (1976), román, založený na Dickově povídce Velký P (1063, The Great C) byl napsán již roku 1964 společně s Rogerem Zelaznym.
- A Scanner Darkly (1977, česky jako Temný obraz), v románu je s mrazivou autenticitou popsána prohlubující se paranoická psychóza.
- VALIS (1981), první díl Dickovy gnostické „božské" trilogie nazývané VALIS trilogie.
- The Divine Invasion (1981, Božská invaze), druhý díl autorovy „božské" VALIS trilogie.
- The Transmigration of Timothy Archer (1982, Převtělení Timothyho Archera), román je považován za třetí díl autorovy „božské" VALIS trilogie.
- Lies, Inc. (1984), autorem přepracovaná verze románu Neteleportovaný muž vydaná po jeho smrti.
- Radio Free Albemuth (1985, Rádio Svobodný Albemut). Román vznikl již roku 1976 a jde o jakousi první verzi románu VALIS.
- Nick and the Glimmung (1988), román pro děti napsaný roku 1966, který se odehrává na Plowmanově planetě jako román Galactic Pot-Healer.

### Společenské romány
- Confessions of a Crap Artist (1975, česky jako Král úletů), jediný nefantastický román, který vyšel za autorova života.
- The Man Whose Teeth Were All Exactly Alike (1984). Román byl napsán roku 1960 a odmítnut potenciálními vydavateli. Vypráví o sporu židovského obchodníka a výtvarnice a zamýšlí se nad tématy nenasytnosti, hořkosti, pomsty a rasismu.
- Puttering About in a Small Land (1985, česky jako Mamlas z maloměsta, 2018), román napsaný kolem roku 1957 vypráví o setkání dvou manželských párů v Los Angeles počátkem padesátých let, o rozpadu jejich rodin a o ztrátě hodnot a iluzí.
- In Milton Lumky Territory (1985), román byl napsán již roku 1958.
- Mary and the Giant (1987). V románu, napsaném mezi lety 1953 a 1955, se mladá ustrašená dívka snaží uniknout z neuspokojivého života, který vede.
- Humpty Dumpty in Oakland (1987), román byl napsán již roku 1960.
- The Broken Bubble (1988). Román napsaný kolem roku 1956 líčí příběh stárnoucího a již několik let rozvedeného páru, který znovu obnoví svůj vztah po setkání s dvojicí mladých novomanželů.
- Gather Yourselves Together (1994), román byl napsán v letech 1948–1950.
- Voices from the Street (2007). V románu napsaném na počátku roku 1950 propadá jeho mladý hrdina zoufalství poté, co jej vedle neuspokojivé práce a manželství zradí i jeho náboženské a politické ideály.

### Korespondence
- The Selected Letters of Philip K. Dick, 1974 (1991)
- The Selected Letters of Philip K. Dick, 1975–1976 (1993).
- The Selected Letters of Philip K. Dick, 1977–1979 (1993).
- The Selected Letters of Philip K. Dick, 1972–1973 (1994).
- The Selected Letters of Philip K. Dick, 1938–1971 (1996).
- The Selected Letters of Philip K. Dick, 1980–1982 (2010).

### Ostatní
- The Dark Haired Girl (1989), posmrtně vydaná sbírka esejů, básní a dopisů.
- The Shifting Realities of Philip K. Dick (1995), výbor z filozofických prací a prací o literatuře.
- The Exegesis of Philip K. Dick (2011), výbor z autorových textů o science fiction.

## Filmová zpracování
Dickova tvorba je poměrně často námětem filmařů, většinou se však jedná o volné adaptace povídek.

### Filmy inspirované jeho tvorbou
- Blade Runner (1982), americký film podle Sní androidi o elektrických ovečkách?, režie Ridley Scott, v hlavní roli Harrison Ford.
- Total Recall (1990), americký film podle povídky Zapamatujeme si to za vás se slevou, režie Paul Verhoeven, v hlavní roli Arnold Schwarzenegger.
- Confessions d'un Barjo (1992), francouzský film podle románu Confessions of a Crap Artist (Král úletú), režie Jérôme Boivin.
- Screamers (1995, Vřískouni), americký film podle povídky Druhá varianta, režie Christian Duguay.
- Impostor (2001, Podvodník), americký film podle stejnojmenné povídky, režie Gary Fleder.
- Minority Report (2002), americký film podle stejnojmenné povídky, režie Steven Spielberg, v hlavních rolích Tom Cruise a Max von Sydow.
- Paycheck (2003, Výplata), americký film podle stejnojmenné povídky, režie John Woo.
- A Scanner Darkly (2006, Temný obraz), americký film podle stejnojmenného románu, režie Richard Linklater.
- Next (2007), americký film podle povídky Zlatý muž, režie Lee Tamahori, v hlavní roli Nicolas Cage.
- Screamers: The Hunting (2009, Vřískouni: Hon na člověka), americký film, režie Sheldon Wilson, volné pokračování Vřískounů využívající motivy z Dickovy povídky Druhá varianta.
- Radio Free Albemuth (2010, Rádio Svobodný Albemut), americký film podle stejnojmenného románu, režie John Alan Simon
- The Adjustment Bureau (2011, Správci osudu), americký film podle povídky Adjustment Team (Úpraváři), režie George Nolfi.
- Total Recall (2012), americký film podle povídky Zapamatujeme si to za vás se slevou, režie Len Wiseman, v hlavní roli Colin Farrell.
- The Crystal Crypt (2013, Křišťálová krypta), americký krátký film podle stejnojmenné povídky, režie Shahab Zargari
- Minority Report (2015), americký desetidílný televizní seriál.
- The Man in the High Castle (2015–2016, Muž z Vysokého zámku), americký třicetidílný televizní seriál společnosti Amazon Studios.[5][6][7]
- Blade Runner 2049 (2017), americký film, režie Denis Villeneuve, pokračování filmu Blade Runner založené na postavách z knihy Sní androidi o elektrických ovečkách?, v hlavních rolích Ryan Gosling a Harrison Ford.

### Filmy inspirované jeho myšlenkami
- Twelve Monkeys (1995, Dvanáct opic), americký film[8], režie Terry Gilliam.
- Matrix (1999), americký film[9], režie Larry Wachowski a Andy Wachowski
- Being John Malkovich (1999, V kůži Johna Malkoviche), americký film,[8] režie Spike Jonze.
- Memento (2000), americký film,[10] režie Christopher Nolan
- Mulholland Drive (2001), americký film[11] režie David Lynch
- Eternal Sunshine of the Spotless Mind (2004, Věčný svit neposkvrněné mysli, americký film,[12] režie Michel Gondry.
- Inception (2010, Počátek), americký film,[13] režie Christopher Nolan.

## Česká vydání
- Povídky, SFK Laser, Čelákovice 1989, výbor z povídek, samizdatové vydání (fanbook), přeložili František Nešpor, Evžen Jindra, Petr Holan a Jiří Pilch. Obsahuje povídky Bije to do očí, Kolonie, Válečná hra, To je Wub, kapitáne, Fostere, jste mrtev a Ledová pouť.[14]
- Muž z Vysokého zámku, SFK Laser, Čelákovice 1989, samizdatové vydání (fanbook), přeložil Jiří Pilch, znovu oficiálně Laser, Plzeň 1992.
- Blade Runner: Sní androidi o elektrických ovečkách?, Winston Smith, Praha 1993, přeložila Linda Bartošková, znovu Argo, Praha 2004.
- Tři stigmata Palmera Eldritche, Laser, Plzeň 1994, přeložil Jiří Pilch.
- Zlatý muž, Laser, Plzeň 1995, přeložila Jaroslava Kohoutová.
- Neteleportovaný muž, Laser, Plzeň 1995, přeložil Michael Bronec.
- Marsovský skluz v čase, Leonardo, Ostrava 1998, přeložil Emil Labaj, znovu Argo, Praha 2011.
- Temný obraz, Talpress, Praha 1998, přeložil Robert Tschorn, znovu Argo, Praha 2005.
- Sluneční loterie, Laser, Plzeň 1999, přeložil Pavel Aganov.
- Ubik, Laser, Plzeň 2000, přeložil Richard Podaný, znovu Argo, Praha 2009..
- Klany alfanského měsíce, Leonardo, Ostrava 2000, přeložil Emil Labaj.
- To je Wub, kapitáne!, Laser, Plzeň 2002, přeložil Petr Holan a další,
- Minority Report a jiné povídky, Mladá fronta, Praha 2002, přeložili Helena Heroldová, Petra Andělová a Mirek Valina, výbor z povídek.
- Svět, který stvořil Jones, Laser, Plzeň 2003, přeložila Hana Volejníková.
- Paycheck, Baronet, Praha 2004, výbor z povídek, přeložil Zbyněk Černík a další, obsahuje povídky Výplata, Chůva, Jonův svět, Snídaně za úsvitu, Městečko, Otcova napodobenina, Váhavec, Autovýr, Dny Fešandy Pat, Pohotovost, Taková maličkost pro nás Tempunauty a Předlidé.[15]
- Vykolejený čas, Epocha, Praha 2004, přeložili Martin a Milena Poláčkovi.
- Počkej si na loňský rok, Argo, Praha 2004, přeložil Robert Tschorm.
- Král úletů, Argo, Praha 2004, přeložil Robert Hýsek.
- Kaňte, mé slzy, řekl policista, Laser, Plzeň 2004, přeložil Viktor Janiš.
- Když mrtví mládnou, Argo, Praha 2005, přeložil Robert Hýsek.
- Hráči z Titanu, Argo, Praha 2005, přeložila Radka Šmahelová.
- VALIS, Argo, Praha 2006, přeložil Robert Tschorm.
- Planeta, která neexistovala, dva díly, Argo, Praha 2006, přeložil Robert Hýsek a další.
- Muž z Vysokého zámku, Argo, Praha 2007, přeložil Robert Tschorn, znovu 2016.
- Převtělení Timothyho Archera, Argo, Praha 2007, přeložil Robert Tschorn.
- Božská invaze, Argo, Praha 2008, přeložil Filip Krajník.
- Rádio Svobodný Albemut, Argo, Praha 2009, přeložil Aleš Heinz.
- Dr. Krvemsta aneb Jak se nám vedlo po bombě, Argo, Praha 2009, přeložil Robert Hýsek.
- Tři stigmata Palmera Eldritche, Argo, Praha 2011, přeložil Emil Labaj.
- Deus Irae, Argo, Praha 2010, přeložil Filip Krajník.
- Podivný ráj a jiné povídky, Argo, Praha 2011, přeložili Robert Hýsek, Filip Krajník a Štěpán Valášek.
- Oko na nebi, Argo, Praha 2011, přeložil Štěpán Valášek.
- Předposlední pravda, Argo, Praha 2012, přeložil Filip Krajník.
- Minority Report, dva díly, Argo, Praha 2015, přeložili Robert Hýsek, Filip Krajník, Jakub Marx, Michaela Večerková, Veronika Austová, Lukáš Hurt, Barbora Jirošová, Taťána Ochmanová, Štěpán Pala, Hana Pavlisová, Alexandra Pokorná, Tomáš Roztočil a Vladislava Vaněčková.
- Dokážeme vás stvořit, Argo, Praha 2016, přeložil Filip Krajník.
- Simulakra, Argo, Praha 2017, přeložil Robert Tschorn
- Mamlas z maloměsta, Argo, Praha 2018, přeložil Miloš Urban.